# Bergham (Lochen)
Pour les articles homonymes, voir Bergham.
Bergham est une localité autrichienne. Elle fait partie de la commune de Lochen du district de Braunau am Inn en Haute-Autriche.